# Жабкино
Жа́бкино (рос. Жабкино) — присілок у складі Ленінського міського округу Московської області, Росія.

## Населення
Населення — 311 осіб (2010; 67 у 2002).
Національний склад (станом на 2002 рік):
- росіяни — 88 %